# 3-羟基吡啶-4-甲醛
3-羟基吡啶-4-甲醛（英語：或，缩写HINA）是一种含氮有机化合物，化学式C6H7NO2，属于吡啶衍生物，带有羟基和醛基官能团，是维生素B6的结构类似物，带有绿色荧光。